# Ozero Karmanovskoje
Ozero Karmanovskoje (ryska: Озеро Кармановское) är en sjö i Belarus.   Den ligger i voblasten Mahiljoŭs voblast, i den nordöstra delen av landet, 130 km öster om huvudstaden Minsk. Ozero Karmanovskoje ligger 180 meter över havet. Arean är 0,25 kvadratkilometer. Den sträcker sig 0,6 kilometer i nord-sydlig riktning, och 0,5 kilometer i öst-västlig riktning.
I omgivningarna runt Ozero Karmanovskoje växer i huvudsak blandskog. Runt Ozero Karmanovskoje är det glesbefolkat, med 18 invånare per kvadratkilometer.